# Alaia sexdentata
Alaia sexdentata är en skalbaggsart som beskrevs av Rudolph Petrovitz 1980. Alaia sexdentata ingår i släktet Alaia och familjen Melolonthidae. Inga underarter finns listade i Catalogue of Life.